# Atletski savez Bosne i Hercegovine
Atletski savez Bosne i Hercegovine je krovna atletska organizacija u BiH. U organizaciji ASBiH održavaju se državna prvenstva u atletici u svim konkurencijama.
Savez je osnovan 04.08.1948. u Sarajevu. Do raspada Jugoslavije bio je član Atletskog saveza Jugoslavije. U punopravno članstvo EAA ASBiH je primljen na Kongresu EAA održanom 24.08.1992. u Pragu, a u članstvo IAAF-a 11.08.1993. u Stuttgartu.

## Seniorske medalje

### Svjetska prvenstva
uključeni Svjetsko prvenstvo na otvorenom, Svjetsko prvenstvo u dvorani, Svjetsko prvenstvo u polumaratonu, Svjetsko prvenstvo u krosu i Svjetski kup u brzom hodanju
| # | Atletičar(ka) | Zlato    | Zlato   | Srebro   | Srebro  | Bronca   | Bronca  | Ukupno |
| - | ------------- | -------- | ------- | -------- | ------- | -------- | ------- | ------ |
| # | Atletičar(ka) | otvoreno | dvorana | otvoreno | dvorana | otvoreno | dvorana | Ukupno |
| 1 | Amel Tuka     | 0        | 0       | 0        | 0       | 1        | 0       | 1      |

### Europska prvenstva
uključeni Europsko prvenstvo na otvorenom, Europsko prvenstvo u dvorani, Europsko prvenstvo u krosu i Europski kup u brzom hodanju
| # | Atletičar(ka)    | Zlato    | Zlato   | Srebro   | Srebro  | Bronca   | Bronca  | Ukupno |
| - | ---------------- | -------- | ------- | -------- | ------- | -------- | ------- | ------ |
| # | Atletičar(ka)    | otvoreno | dvorana | otvoreno | dvorana | otvoreno | dvorana | Ukupno |
| 1 | Zlatan Saračević | 0        | 1       | 0        | 0       | 0        | 0       | 1      |
| 2 | Hamza Alić       | 0        | 0       | 0        | 1       | 0        | 0       | 1      |
| 3 | Slavko Koprivica | 0        | 0       | 0        | 0       | 0        | 1       | 1      |

### Europski bacački kup
European Cup Winter Throwing / European Winter Throwing Challenge
| # | Atletičar(ka) | Zlato | Srebro | Bronca | Ukupno |
| - | ------------- | ----- | ------ | ------ | ------ |
| 1 | Hamza Alić    | 1     | 0      | 1      | 2      |
| 2 | Mesud Pezer   | 1     | 0      | 0      | 1      |

## Vanjske poveznice
- Atletski savez BiH